# Гора Краснова
Гора́ Красно́ва — высочайшая горная вершина Приморской цепи Западно-Сахалинских гор на острове Сахалин.
Вершина представляет собой правильный куполовидный конус, образованный дацитовой лавой. Высота вершины достигает 1093 м. У подножий горы произрастают елово-пихтовые леса с подлеском из курильского бамбука, на склонах — каменно-березники, у вершины — кедровый стланик.
Вершина названа в честь русского географа и ботаника А. Н. Краснова (1862—1914).